# Klettgau
Klettgau es un municipio situado en el distrito de Waldshut, en el Estado federado alemán de Baden-Wurtemberg. Tiene una población estimada, a fines de 2020, de 7,669 habitantes.
El municipio incluye las localidades de Erzingen, Grießen, Geißlingen, Rechberg, Riedern am Sand, Bühl y Weisweil.
Está ubicado en el límite oriental del distrito de Waldshut, en la frontera con Suiza. De hecho en la zona existe un cruce fronterizo hacia Suiza en la carretera de Erzingen a Trasadingen, zona que también se caracteriza por su producción vitivinícola. 